# Jani Sullanmaa
Jani Sullanmaa (né le 19 décembre 1981 à Hyvinkää) est un curleur finlandais.

## Jeux olympiques
- Jeux olympiques d'hiver de 2006 à Turin  Italie:
  -  Médaille d'argent en Curling.